# Смайловка
Смайло́вка (каз. Смайыл) — село у складі району Беїмбета Майліна Костанайської області Казахстану. Входить до складу Білинського сільського округу.
Населення — 98 осіб (2021; 303 у 2009, 833 у 1999, 1599 у 1989).